# Supercoupe du Liban de football
La Supercoupe du Liban de football est une compétition de football créée en 1996 opposant le champion du Liban au vainqueur de la coupe du Liban, disputée en un match unique.

## Palmarès
| Année | Vainqueur          | Score                | Finaliste             |
| ----- | ------------------ | -------------------- | --------------------- |
| 1996  | Al Ansar Beyrouth  |                      |                       |
| 1997  | Al Ansar Beyrouth  |                      |                       |
| 1998  | Al Ansar Beyrouth  |                      |                       |
| 1999  | Al Ansar Beyrouth  | 2 - 2ap 3 - 0 t.a.b. | Homenmen Beyrouth     |
| 2000  | Al Nejmeh Beyrouth |                      |                       |
| 2001  | inconnu            | inconnu              | inconnu               |
| 2002  | Al Nejmeh Beyrouth | 3 - 3ap 4 - 2 t.a.b. | Al Ansar Beyrouth     |
| 2003  | inconnu            | inconnu              | inconnu               |
| 2004  | Al Nejmeh Beyrouth | 2 - 0                | Al Ahed Beyrouth      |
| 2005  |                    |                      |                       |
| 2006  | inconnu            | inconnu              | inconnu               |
| 2007  | inconnu            | inconnu              | inconnu               |
| 2008  | Al Ahed Beyrouth   | 3 - 1                | Al Mabarrah Beyrouth  |
| 2009  | Al Nejmeh Beyrouth | 0 - 0ap 7 - 6 t.a.b. | Al Ahed Beyrouth      |
| 2010  | Al Ahed Beyrouth   | 1 - 0                | Al Ansar Beyrouth     |
| 2011  | Al Ahed Beyrouth   | 3 - 1                | Safa Beyrouth         |
| 2012  | Al Ansar Beyrouth  | 1 - 0                | Safa Beyrouth         |
| 2013  | Safa Beyrouth      | 1 - 0                | Shabab Al-Sahel       |
| 2014  | Al Nejmeh Beyrouth | 4 - 1                | Salam Zgharta         |
| 2015  | Al Ahed Beyrouth   | 1 - 0                | Tripoli Sporting Club |
| 2016  | Al Nejmeh Beyrouth | 2 - 0                | Safa Beyrouth         |
| 2017  | Al Ahed Beyrouth   | 2 - 0                | Al Ansar Beyrouth     |
| 2018  | Al Ahed Beyrouth   | 1 - 0                | Al Nejmeh Beyrouth    |
| 2019  |                    |                      |                       |
| 2020  | inconnu            | inconnu              | inconnu               |
| 2021  |                    |                      |                       |
| 2022  | inconnu            | inconnu              | inconnu               |
| 2023  |                    |                      |                       |
| 2024  |                    |                      |                       |

## Source
- RSSSF